# Azmina Goulamaly
Azmina Ibrahim-Goulamaly est une productrice de cinéma et une cheffe d'entreprise française née le 21 octobre 1972 à Tananarive (Madagascar).

## Biographie
Après des études secondaires à La Réunion, elle arrive en métropole pour suivre une classe préparatoire à Paris et entrer à l'ESSEC. Par la suite elle part compléter son cursus à l'Université Brandeis, près de Boston (Massachusetts),,.
Elle combine actuellement à la fois la direction de Pipangaï, un studio d'animation basé à la Réunion créé en 1995 par son père Abdéali Ibrahim-Goulamaly et Alain Séraphine, et celle du groupe familial Océinde,,.

## Filmographie
- 2015 : Adama de Simon Rouby
- 2017 : Zombillénium d'Arthur de Pins et Alexis Ducord

## Distinctions

### Nominations
- César 2016 : César du meilleur film d'animation pour Adama